# Arcilla
La arcilla es una roca sedimentaria compuesta por agregados de silicatos de aluminio hidratados procedentes de la descomposición de rocas que contienen feldespato, como el granito. Presenta diversas coloraciones según las impurezas que contiene, desde el rojo anaranjado hasta el blanco.
Físicamente se considera un coloide[cita requerida], de partículas extremadamente pequeñas y superficie lisa. El diámetro de las partículas de la arcilla es inferior a 0,0039 mm. En la fracción textural arcilla puede haber partículas no minerales, los fitolitos. Químicamente es un silicato hidratado de alúmina, cuya fórmula es: Al2O3 · 2SiO2 · 2H2O.
Se caracteriza por adquirir plasticidad al ser mezclada con agua, y también sonoridad y dureza al calentarla por encima de 800 °C. La arcilla endurecida mediante la acción del fuego fue la primera cerámica elaborada por los seres humanos, y aún es uno de los materiales más baratos y de uso más amplio. Ladrillos, utensilios de cocina, objetos de arte e incluso instrumentos musicales como la ocarina son elaborados con arcilla. También se la utiliza en muchos procesos industriales, tales como en la elaboración de papel, revestimientos cerámicos, producción de cemento y procesos químicos.

## Clasificación
Las arcillas se pueden clasificar de acuerdo con varios factores. Así, dependiendo del proceso geológico que las originó y a la ubicación del yacimiento en el que se encuentran, se pueden clasificar en:
- Arcilla primaria: se utiliza esta denominación cuando el yacimiento donde se encuentra es el mismo lugar en donde se originó. El caolín es la única arcilla primaria conocida.
- Arcillas secundarias: son las que se han desplazado después de su formación, por fuerzas físicas o químicas. Se encuentran entre ellas el caolín secundario, la arcilla refractaria, la arcilla de bola, el barro de superficie y el gres.

Si atendemos a la estructura de sus componentes, se distinguen las arcillas laminares y las arcillas fibrosas.
También se pueden distinguir las arcillas de acuerdo a su plasticidad. Existen así las arcillas plásticas (como la caolinítica) y las poco plásticas (como la esméctica, que absorbe las grasas).
Por último, están también las arcillas calcáreas o margosas (con alta proporción de caliza), la arcilla con bloques o tillitas (arcilla, grava y bloques de roca de las morrenas), la arcilla de descalcificación y las arcillitas (arcillas litificadas).

## Química y estructura

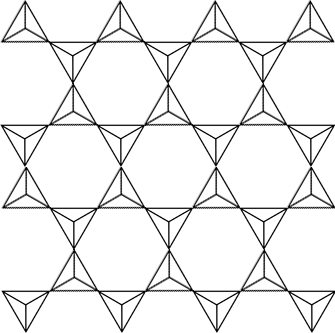
Estructura típica de los filosilicatos: red hexagonal de tetraedros unidos por sus vértices.

Estos minerales están constituidos de láminas de tetraedros con una composición química general de Si2O5, en donde cada tetraedro (SiO4) está unido por sus vértices a otros tres, formando una red hexagonal. Átomos de aluminio y hierro pueden reemplazar parcialmente  al silicio en la estructura. Los átomos de oxígeno ubicados en los ápices de los tetraedros de estas láminas pueden, al mismo tiempo, formar parte de otra lámina paralela compuesta por octaedros. Estos octaedros suelen estar coordinados por cationes de Al, Mg, Fe3+ y Fe2+, es decir, los átomos de estos elementos ocupan la posición central del octaedro. Más infrecuentemente átomos de Li, V, Cr, Mn, Ni, Cu o Zn ocupan dicho sitio de coordinación.
Las relativamente grandes superficies de los minerales de la arcilla pueden adsorber iones y moléculas debido a que están cargadas de electricidad estática.

## Grupos de minerales arcillosos
Los minerales de la arcilla se suelen definir según composiciones químicas idealizadas. La cantidad de sílice (SiO2) en la fórmula es una determinante clave en la clasificación de los minerales de la arcilla.
- Grupo de la caolinita: incluye los minerales caolinita, dickita, haloisita y nacrita.[3]
- Algunas fuentes incluyen al grupo serpentinas por sus similitudes estructurales.[4]
- Grupo de la esmectita: incluye pirofilita, talco, vermiculita, sauconita, saponita, nontronita, montmorillonita.[3]
- Grupo de la illita: incluye a las micas arcillosas. La illita es el único mineral.[3]
- Grupo de la clorita: incluye una amplia variedad de minerales similares con considerable variación química.[3]

## Granulometría
Dentro de la clasificación granulométrica de las partículas del suelo, las arcillas ocupan el siguiente lugar:
| Partícula      | Tamaño           |
| -------------- | ---------------- |
| Arcillas       | < 0,0039 mm      |
| Limos          | 0,0039-0,0625 mm |
| Arenas         | 0,0625-2 mm      |
| Gravas         | 2-64 mm          |
| Cantos rodados | 64-256 mm        |
| Bloques        | >256 mm          |

No obstante lo anterior, la clasificación SUCS que es utilizada habitualmente en ingeniería usa los límites de tamaños máximos de 4,75 mm para las arenas y de 0,075 mm para las arcillas y limos.

## Minerales de la arcilla
Los minerales de la arcilla  son filosilicatos de aluminio hidratados a veces con cantidades variables de hierro, magnesio, metales alcalinos, tierras alcalinas y otros cationes. Los minerales de la arcilla son en general microscópicos. En la naturaleza los minerales de la arcilla son importantes componentes de la lutita y de los suelos. Se originan a partir de la meteorización o alteración hidrotermal de feldespatos, piroxenos y micas. También se le llama arcilla a algunos materiales plásticos y a partículas de tamaño igual o menor a 2 micrómetros que es el tamaño único o más común de todos los minerales de arcilla..

## Historia
El conocimiento de la naturaleza de la arcilla se hizo mejor hacia los años 1920 y 1930 con la mejora en la tecnología de los microscopios, necesarios para analizar las minúsculas partículas. La estandarización de la terminología durante ese periodo fue buena con especial atención a los términos similares y confusos, como hoja y plano.

## Historia del uso de la arcilla

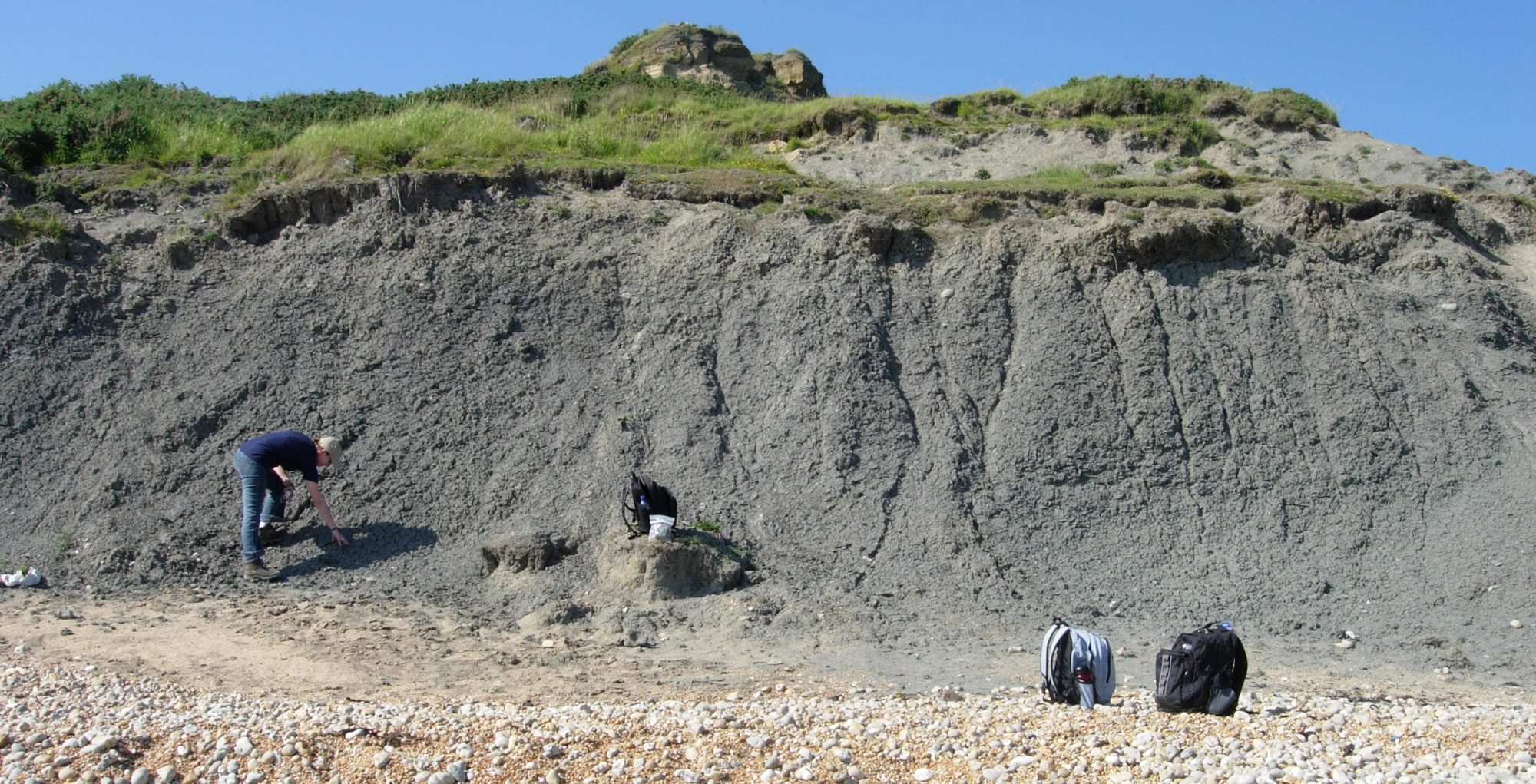
Arcillas del Jurásico. Proximidades de Weymouth, Inglaterra, Reino Unido.

La arcilla tiene propiedades plásticas, lo que significa que al humedecerla puede ser modelada fácilmente. Al secarse se torna firme y cuando se somete a altas temperaturas aparecen reacciones químicas que, entre otros cambios, causan que la arcilla se convierta en un material permanentemente rígido, denominado cerámica.
Por estas propiedades la arcilla es utilizada para hacer objetos de alfarería, de uso cotidiano o decorativo. Los diferentes tipos de arcilla, cuando se mezclan con diferentes minerales y en diversas condiciones, son utilizadas para producir loza, gres y porcelana. Dependiendo del contenido mineral de la tierra, la arcilla, puede aparecer en varios colores, desde un pálido gris a un oscuro rojo anaranjado. Un horno diseñado específicamente para cocer arcilla es llamado horno de alfarero.
La humanidad descubrió las útiles propiedades de la arcilla en tiempos prehistóricos, y los recipientes más antiguos descubiertos son las vasijas elaboradas con arcilla. También se utilizó, desde la prehistoria, para construir edificaciones de tapial, adobe y posteriormente ladrillo, elemento de construcción cuyo uso aún perdura y es el más utilizado para hacer muros y paredes en el mundo moderno. La arcilla fue utilizada en la antigüedad también como soporte de escritura. Miles de años antes de Cristo, por cuenta de los sumerios en la región mesopotámica, la escritura cuneiforme fue inscrita en tablillas de arcilla.
La arcilla cocida al fuego, la cerámica, es uno de los medios más baratos de producir objetos de uso cotidiano, y una de las materias primas utilizada profusamente, aún hoy en día. Ladrillos, vasijas, platos, objetos de arte, e incluso sarcófagos o instrumentos musicales, tales como la ocarina, fueron y son modelados con arcilla. La arcilla también se utiliza en muchos procesos industriales, tales como la producción de cemento, elaboración de papel, y obtención de sustancias de filtrado.
Los arqueólogos utilizan las características magnéticas de la arcilla cocida encontrada en bases de hogueras, hornos, etc, para fechar los elementos arcillosos que han permanecido con la misma orientación, y compararlos con otros periodos históricos.

## Arcilla de bola
Se denomina arcilla de bola a una arcilla con mucha plasticidad y poco calcio que se extraía manualmente, a finales del siglo XIX, de los campos del sur de Inglaterra. Su nombre procede de las bolas que hacían los mineros para facilitar su extracción.

## Formación

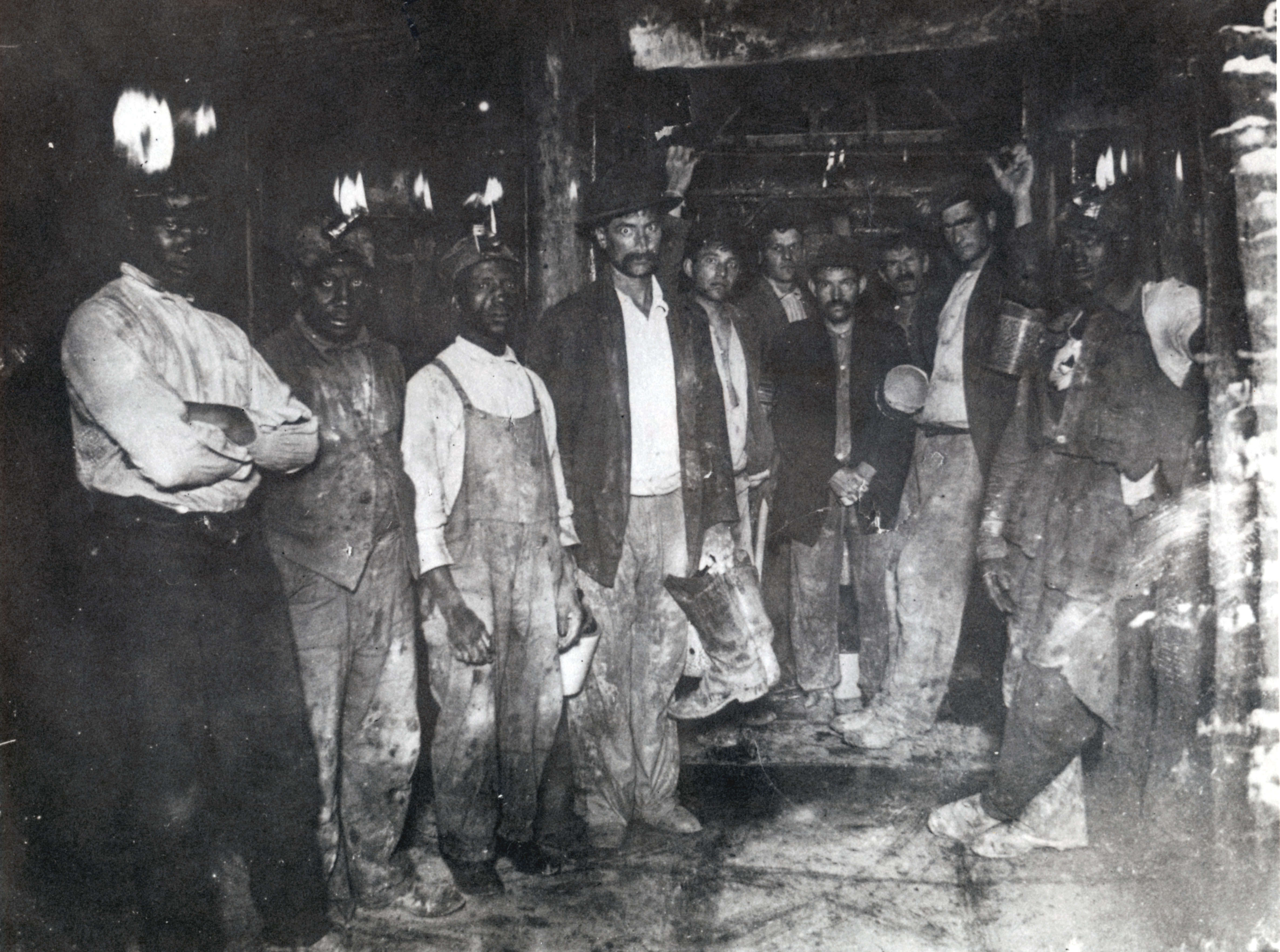
Mineros de arcilla italianos y afroamericanos en una mina, 1910

Los minerales de arcilla se forman más comúnmente por meteorización química prolongada de rocas que contienen silicato. También pueden formarse localmente a partir de la actividad hidrotermal. La meteorización química tiene lugar en gran parte por hidrólisis ácida debido a las bajas concentraciones de ácido carbónico, disuelto en el agua de lluvia o liberado por las raíces de las plantas. El ácido rompe los enlaces entre el aluminio y el oxígeno, liberando otros iones metálicos y sílice (como un gel de ácido ortosilícico).)
Los minerales arcillosos formados dependen de la composición de la roca madre y del clima. La meteorización ácida de rocas ricas en feldespato, como el granito, en climas cálidos tiende a producir caolín. La meteorización del mismo tipo de roca en condiciones alcalinas produce ilita. La esmectita se forma por meteorización de roca ígnea en condiciones alcalinas, mientras que la gibbsita se forma por meteorización intensa de otros minerales arcillosos.
Hay dos tipos de depósitos de arcilla: primarios y secundarios. Las arcillas primarias se forman como depósitos residuales en el suelo y permanecen en el sitio de formación. Las arcillas secundarias son arcillas que han sido transportadas desde su ubicación original por la erosión del agua y depositadas en un nuevo depósito sedimentario. Los depósitos de arcilla secundarios se asocian típicamente con ambientes deposicionales de muy baja energía, como grandes lagos y cuencas marinas.

## Variedades
Los principales grupos de arcillas incluyen caolínita, montmorillonita-esmectita e illita. El clorito, vermiculita, talco y pirofilita a veces también se clasifican como minerales arcillosos. Hay aproximadamente 30 tipos diferentes de arcillas "puras" en estas categorías, pero la mayoría de los depósitos de arcilla "naturales" son mezclas de estos tipos diferentes, junto con otros minerales erosionados. Los minerales arcillosos en las arcillas se identifican más fácilmente usando difracción de rayos X de minerales arcillosos en lugar de pruebas químicas o físicas.
Una varva (o arcilla varvada) es arcilla con capas anuales visibles que se forman por la deposición estacional de esas capas y están marcadas por diferencias en erosión y contenido orgánico. Este tipo de depósito es común en los antiguos lagos glaciales. Cuando los sedimentos finos llegan a las tranquilas aguas de estas cuencas lacustres glaciales lejos de la costa, se asientan en el lecho del lago. La estratificación estacional resultante se conserva en una distribución uniforme de bandas de sedimentos arcillosos.
La arcilla viva es un tipo único de arcilla marina autóctona de los terrenos glaciares de Noruega, América del Norte, Irlanda del Norte y Suecia. Es una arcilla muy sensible, propensa a la licuefacción del suelo, y ha estado involucrada en varios deslizamientos de tierra mortales.